# U.S. Men's Clay Court Championships 2025 - Qualificazioni singolare
Le qualificazioni del singolare degli U.S. Men's Clay Court Championships 2025 sono state un torneo di tennis preliminare per accedere alla fase finale. I vincitori dell'ultimo turno sono entrati di diritto nel tabellone principale. In caso di ritiro di uno o più giocatori aventi diritto a questi sono subentrati gli alternate, coloro che vengono ammessi al tabellone principale a causa dell'assenza di un lucky loser che possa sostituire il giocatore ritirato.

## Teste di serie
1. Federico Agustín Gómez (primo turno)
2. Mitchell Krueger (qualificato)
3. Adrian Mannarino (ultimo turno)
4. Liam Draxl (ultimo turno)

1. James Trotter (primo turno)
2. Colton Smith (qualificato)
3. Andrés Andrade (primo turno, ritirato)
4. Patrick Zahraj (ultimo turno, ritirato)

## Qualificati
1. Jenson Brooksby
2. Mitchell Krueger

1. Corentin Denolly
2. Colton Smith

## Tabellone

### Legenda
| - Q = Qualificato - WC = Wild card - LL = Lucky loser | - ALT = Alternate - SE = Special Exempt - PR = Protected Ranking | - w/o = Walkover - r = Ritirato - d = Squalificato |

### Sezione 1
|  | Primo turno | Primo turno            | Primo turno     | Primo turno | Primo turno |  |  | Ultimo turno | Ultimo turno    | Ultimo turno    | Ultimo turno | Ultimo turno |  |
|  |             |                        |                 |             |             |  |  |              |                 |                 |              |              |  |
|  | 1           | Federico Agustín Gómez | 6               | 65          | 4           |  |  |              |                 |                 |              |              |  |
|  | WC          | Jenson Brooksby        | 3               | 7           | 6           |  |  | WC           | Jenson Brooksby | Jenson Brooksby | 6            | 6            |  |
|  |             | Patrick Maloney        | Patrick Maloney | 65          | 5           |  |  |              | Patrick Maloney | Patrick Maloney | 4            | 2            |  |
|  | 7           | Andrés Andrade         | Andrés Andrade  | 7           | 3r          |  |  |              |                 |                 |              |              |  |

### Sezione 2
|  | Primo turno | Primo turno      | Primo turno      | Primo turno | Primo turno |  |  | Ultimo turno | Ultimo turno     | Ultimo turno     | Ultimo turno | Ultimo turno |  |
|  |             |                  |                  |             |             |  |  |              |                  |                  |              |              |  |
|  | 2           | Mitchell Krueger | Mitchell Krueger | 5           | 3           |  |  |              |                  |                  |              |              |  |
|  |             | Toby Kodat       | Toby Kodat       | 7           | 1r          |  |  | 2            | Mitchell Krueger | Mitchell Krueger | 65           | 5            |  |
|  | Alt         | Felix Corwin     | Felix Corwin     | 4           | 5           |  |  | 8/Alt        | Patrick Zahraj   | Patrick Zahraj   | 7            | 3r           |  |
|  | 8/Alt       | Patrick Zahraj   | Patrick Zahraj   | 6           | 7           |  |  |              |                  |                  |              |              |  |

### Sezione 3
|  | Primo turno | Primo turno      | Primo turno | Primo turno | Primo turno |  |  | Ultimo turno | Ultimo turno     | Ultimo turno | Ultimo turno | Ultimo turno |  |
|  |             |                  |             |             |             |  |  |              |                  |              |              |              |  |
|  | 3/Alt       | Adrian Mannarino | 3           | 6           | 6           |  |  |              |                  |              |              |              |  |
|  |             | Naoki Nakagawa   | 6           | 3           | 2           |  |  | 3/Alt        | Adrian Mannarino | 4            | 7            | 65           |  |
|  |             | Corentin Denolly | 6           | 2           | 6           |  |  |              | Corentin Denolly | 6            | 5            | 7            |  |
|  | 5           | James Trotter    | 3           | 6           | 3           |  |  |              |                  |              |              |              |  |

### Sezione 4
|  | Primo turno | Primo turno   | Primo turno   | Primo turno | Primo turno |  |  | Ultimo turno | Ultimo turno | Ultimo turno | Ultimo turno | Ultimo turno |  |
|  |             |               |               |             |             |  |  |              |              |              |              |              |  |
|  | 4           | Liam Draxl    | Liam Draxl    | 6           | 6           |  |  |              |              |              |              |              |  |
|  | Alt         | William Grant | William Grant | 3           | 2           |  |  | 4            | Liam Draxl   | Liam Draxl   | 4            | 4            |  |
|  | Alt         | Evan Zhu      | Evan Zhu      | 1           | 2           |  |  | 6/WC         | Colton Smith | Colton Smith | 6            | 6            |  |
|  | 6/WC        | Colton Smith  | Colton Smith  | 6           | 6           |  |  |              |              |              |              |              |  |